# جيري سانتوس
جيري سانتوس (بالإنجليزية: Jerry Santos)‏ (17 ديسمبر 1988 بنيروبي في كينيا - ) هو لاعب كرة قدم كيني في مركز الوسط. شارك مع منتخب كينيا لكرة القدم. أما مع النوادي، فقد لعب مع نادي توسكر ونادي تيرانا ونادي سيمبا ونادي غور مايا ونادي هوانغ آنه جيا لاي وCoastal Union F.C. ‏ وPosta Rangers F.C. ‏.

## وصلات خارجية
- جيري سانتوس على موقع قاعدة بيانات كرة القدم.إي يو (الإنجليزية)
- جيري سانتوس على موقع ناشيونال فوتبول تيمز (الإنجليزية)